# Football Club Locarno 2015-2016
Questa voce raccoglie le informazioni riguardanti il Football Club Locarno nelle competizioni ufficiali della stagione 2015-2016.

## Rosa
Aggiornata al 31 gennaio 2016.
| N. |                               | Ruolo | Calciatore                |
| -- | ----------------------------- | ----- | ------------------------- |
| 1  | Albania (bandiera)            | P     | Pajtim Badalli            |
| 1  | Svizzera (bandiera)           | P     | Fabian Schönwetter        |
| 2  | Italia (bandiera)             | D     | Stefano De Giambattista   |
| 3  | Messico (bandiera)            | C     | Rodrigo Bustamante        |
| 4  | Italia (bandiera)             | D     | Marco Perazzo             |
| 5  | Macedonia del Nord (bandiera) | D     | Nikola Gogov              |
| 5  | Svizzera (bandiera)           | D     | Lorenzo Loiero            |
| 6  | Italia (bandiera)             | C     | Andrea Angelisanti        |
| 8  | Croazia (bandiera)            | C     | Mario Zupčić              |
| 9  | Macedonia del Nord (bandiera) | A     | David Stojanov            |
| 10 | Croazia (bandiera)            | A     | Mate Bilinovac            |
| 10 | Italia (bandiera)             | A     | Cristian Lamanna          |
| 11 | Croazia (bandiera)            | A     | Josip Zivko               |
| 12 | Svizzera (bandiera)           | C     | Davide Rodriguez Da Costa |
| 13 | Svizzera (bandiera)           | D     | Olindo Regazzi            |

| N. |                     | Ruolo | Calciatore                  |
| -- | ------------------- | ----- | --------------------------- |
| 14 | Croazia (bandiera)  | C     | Stipe Roguljić              |
| 15 | Italia (bandiera)   | C     | Emmanuel Federico Schelotto |
| 15 | Svizzera (bandiera) | C     | Michele Maggetti            |
| 16 | Svizzera (bandiera) | C     | Gioele Cetrangolo           |
| 17 | Svizzera (bandiera) | C     | Nahuel Acosta               |
| 17 | Italia (bandiera)   | A     | Marco Ferrara               |
| 19 | Svizzera (bandiera) | C     | Thyll Da Conçeicão          |
| 19 | Serbia (bandiera)   | C     | Velibor Simić               |
| 21 | Croazia (bandiera)  | D     | Stefano Studenović          |
| 22 | Italia (bandiera)   | C     | Saverio Manfreda            |
| 23 | Italia (bandiera)   | A     | Simone Libertini            |
| 23 | Serbia (bandiera)   | C     | Vladan Milošević            |
| 24 | Uruguay (bandiera)  | D     | Gastón Pagano               |
| 25 | Svizzera (bandiera) | C     | Matteus Senkal              |
| 27 | Italia (bandiera)   | P     | Mattia Maggioni             |